# بیتریتو
بیتریتو (به ایتالیایی: Bitritto) یک کومونه در ایتالیا است که در استان باری واقع شده‌است.

## خصوصیات
بیتریتو ۱۷ کیلومترمربع مساحت و ۱۰٬۵۳۰ نفر جمعیت دارد و ۱۰۲ متر بالاتر از سطح دریا واقع شده‌است.

## خواهرخوانده
شهر کونزلیچه خواهرخواندهٔ بیتریتو هست.